# نعوظ جنسی
نعوظ جنسی (به انگلیسی: Tumescence)، کیفیت یا حالت متورم یا برآمده شدن است. نعوظ معمولاً به برآمده شدن طبیعی بافت‌های نعوظ با خون (احتقان عروقی) اشاره دارد که برانگیختگی جنسی و آمادگی احتمالی برای فعالیت جنسی را نشان می‌دهد. اندام تناسلی در مردان آلت نری و در زنان کلیتوریس و دیگر بخش‌های اندام تناسلی مانند پیاز دهلیزی است. رگ‌های آلت تناسلی برای افزایش حجم خون منبسط می‌شوند.
برگشت نعوظ (Detumescence)، برعکس شدن این فرایند است که در آن خون از بافت نعوظ خارج می‌شود و بافت نعوظ شده را به حالت شل برمی‌گرداند. چیزی که سبب ایجاد نعوظ می‌شود، گاهی به عنوان tumefier (tumefier) یا tumescer شناخته می‌شود.